# Weyes Blood
Natalie Laura Mering (født 11. juni 1988), kendt under kunstnernavnet Weyes Blood, er en amerikansk sangerinde, sangskriver og musiker. Mering er født i Santa Monica, Californien, men voksede op i Doylestown, Pennsylvania. Inden hendes solokarriere indgik Mering i det eksperimentelle musikerkollektiv Jackie-O Motherfucker, og senere turnerede hun med Natural Almanac. Herefter begyndte hun indspilningen af sit første selvskrevede materiale – først under navnet Weyes Bluhd, men hun ændrede det senere til Weyes Blood.[kilde mangler]
Natalie Laura Merings forældre er begge kristne musikere, og amerikansk kirkemusik er en inspirationskilde for sangerinden. Merings musik er en blanding af psyk-folk, soft rock og eksperimentel rock.
Efter udgivelsen af debutalbummet The Outside Room i 2011 skrev hun kontrakt med pladeselskabet Mexican Summer. Tre år senere udgav hun sit andet album, The Innocents, og fulgte i 2016 op med albummet Front Row Seat to Earth. Hendes fjerde og seneste studiealbum, Titanic Rising fra 2019, blev rost af kritikerne. Albummet blev kaldt "forfriskende direkte" af The Guardian, og Randall Roberts fra Los Angeles Times skrev, at sangene "flyder gennem himmelrummet" på en "skinnende", "glinsende [og] følelsesrig" måde. Ifølge Mering er albumtitlen en moderne reference til skibet Titanic, der sank i Atlanterhavet i 1912. Skibet stødte på et isbjerg, der ødelagde skroget og skibet sank i en af historiens største søfartsulykker. Natalie Laura Mering mener, der er en parallel mellem, hvordan Titanic sank for over 100 år siden og hvordan iskapperne på polerne smelter.